# Enterprise Rent-A-Car
Enterprise Rent-A-Car ist ein US-amerikanisches Unternehmen mit Firmensitz in St. Louis im Bundesstaat Missouri und im Eigentum der Enterprise Holdings Inc., zu der auch die Unternehmen Alamo Rent A Car und National Car Rental gehören.
Enterprise ist in den Vereinigten Staaten, der Schweiz, Kanada, Mexiko, Südamerika, Großbritannien, Irland, Deutschland, Spanien, Portugal, Frankreich, Italien, Griechenland und China in der Autovermietung tätig. Gegründet wurde das Unternehmen 1957 von Jack C. Taylor. Sein Nachfolger als Vorsitzender ist seit 2001 sein Sohn Andrew C. Taylor. Das Unternehmen ist privat geführt und gehörte 2009 nach dem Forbes Magazine zu den 20 größten, nicht börsennotierten Unternehmen in den Vereinigten Staaten (Platz Nr. 16). Nach eigenen Angaben ist Enterprise die größte Autovermietung Nordamerikas. Die Enterprise Holding beschäftigt rund 93.000 Mitarbeiter und hat einen Jahresumsatz von 19,4 Milliarden US-Dollar (Stand: 2015).
Neben den eigenen Standorten stehen lokale Autovermietungen an Flughäfen und in wichtigen Ballungszentren in Form von Franchise-Vereinbarungen und Partnerschaften zur Verfügung (unter anderem in Belgien und Israel).
In Deutschland ist Enterprise Rent-A-Car seit 1997 vertreten. Im Jahr 2017 gab es über 200 Standorte in Deutschland mit mehr als 2.300 Mitarbeitern und einer Flotte von ca. 17.000 Fahrzeugen. 2017 kaufte Enterprise die deutsche Autovermietung Caro. In der Schweiz hält Helvetic Motion mit Sitz in Kloten die Lizenz für die Marke Enterprise. 2022 kündigte Enterprise Schweiz eine Zusammenarbeit mit den Schweizerischen Bundesbahnen an. In Europa ist Enterprise zudem Sponsor der UEFA Europa League.